# 小行星9580
小行星9580（英語：9580 Tarumi）是一颗围绕太阳公转的小行星。1989年10月4日，T. Nomura、K. Kawanishi在Minami-Oda发现了此天体。
这颗小行星的绝对星等为34.04627325284473等。